# Karksi-Nuia
Karksi-Nuia es una ciudad del municipio de Mulgi, en el condado de Viljandi, Estonia, con una población censada a final del año 2011 de 1573 habitantes. 
Se encuentra ubicada al sur del condado, a poca distancia al oeste del lago Võrtsjärv y cerca de la frontera con el condado de Pärnu y con Letonia.